# Commeaux
Commeaux és un municipi francès situat al departament de l'Orne i a la regió de Normandia. L'any 2007 tenia 139 habitants.

## Demografia

### Població
El 2007 la població de fet de Commeaux era de 139 persones. Hi havia 46 famílies de les quals 8 eren unipersonals (8 dones vivint soles i 8 dones vivint soles), 25 parelles sense fills i 13 parelles amb fills.
La població ha evolucionat segons el següent gràfic:
Habitants censats

### Habitatges
El 2007 hi havia 61 habitatges, 51 eren l'habitatge principal de la família, 7 eren segones residències i 3 estaven desocupats. 57 eren cases i 4 eren apartaments. Dels 51 habitatges principals, 43 estaven ocupats pels seus propietaris, 6 estaven llogats i ocupats pels llogaters i 1 estava cedit a títol gratuït; 2 tenien dues cambres, 7 en tenien tres, 18 en tenien quatre i 23 en tenien cinc o més. 43 habitatges disposaven pel capbaix d'una plaça de pàrquing. A 24 habitatges hi havia un automòbil i a 21 n'hi havia dos o més.

### Piràmide de població
La piràmide de població per edats i sexe el 2009 era:
| Homes | Edats   | Dones |
| ----- | ------- | ----- |
| 0     | 95 o +  | 0     |
| 0     | 90 a 94 | 0     |
| 0     | 85 a 89 | 4     |
| 0     | 80 a 84 | 0     |
| 0     | 75 a 79 | 0     |
| 4     | 70 a 74 | 0     |
| 4     | 65 a 69 | 4     |
| 4     | 60 a 64 | 4     |
| 0     | 55 a 59 | 0     |
| 8     | 50 a 54 | 8     |
| 4     | 45 a 49 | 0     |
| 8     | 40 a 44 | 16    |
| 0     | 35 a 39 | 0     |
| 4     | 30 a 34 | 0     |
| 0     | 25 a 29 | 4     |
| 4     | 20 a 24 | 0     |
| 12    | 15 a 19 | 4     |
| 4     | 10 a 14 | 8     |
| 8     | 5 a 9   | 0     |
| 0     | 0 a 4   | 0     |

## Economia
El 2007 la població en edat de treballar era de 92 persones, 71 eren actives i 21 eren inactives. De les 71 persones actives 64 estaven ocupades (33 homes i 31 dones) i 7 estaven aturades (5 homes i 2 dones). De les 21 persones inactives 17 estaven estudiant i 4 estaven classificades com a «altres inactius».

### Ingressos
El 2009 a Commeaux hi havia 51 unitats fiscals que integraven 123 persones, la mediana anual d'ingressos fiscals per persona era de 17.395 €.

### Activitats econòmiques
Dels 10 establiments que hi havia el 2007, 1 era d'una empresa extractiva, 3 d'empreses de construcció, 3 d'empreses de comerç i reparació d'automòbils, 1 d'una empresa de transport, 1 d'una empresa de serveis i 1 d'una entitat de l'administració pública.
Dels 3 establiments de servei als particulars que hi havia el 2009, 1 era un paleta, 1 fusteria i 1 lampisteria.
L'any 2000 a Commeaux hi havia 7 explotacions agrícoles.

## Poblacions més properes
El següent diagrama mostra les poblacions més properes.